# Hiroshi Abe (astronomo)
| Asteroidi scoperti: 28                                 | Asteroidi scoperti: 28 | Asteroidi scoperti: 28 |
| ------------------------------------------------------ | ---------------------- | ---------------------- |
| 7097 Yatsuka                                           | 8 ottobre 1993         | [1]                    |
| 7837 Mutsumi                                           | 11 ottobre 1993        | [1]                    |
| 8099 Okudoiyoshimi                                     | 8 ottobre 1993         | [1]                    |
| 8113 Matsue                                            | 21 aprile 1996         | [2]                    |
| 8114 Lafcadio                                          | 24 aprile 1996         |                        |
| 8120 Kobe                                              | 2 novembre 1997        |                        |
| 8725 Keiko                                             | 5 ottobre 1996         |                        |
| 9985 Akiko                                             | 12 maggio 1996         | [2]                    |
| 11322 Aquamarine                                       | 23 agosto 1995         |                        |
| 11682 Shiwaku                                          | 3 marzo 1998           |                        |
| 13176 Kobedaitenken                                    | 21 aprile 1996         | [2]                    |
| 13643 Takushi                                          | 21 aprile 1996         |                        |
| 14535 Kazuyukihanda                                    | 1º settembre 1997      |                        |
| 16760 Masanori                                         | 11 ottobre 1996        |                        |
| 21262 Kanba                                            | 24 aprile 1996         | [2]                    |
| 28340 Yukihiro                                         | 13 marzo 1999          |                        |
| 29431 Shijimi                                          | 12 aprile 1997         |                        |
| 35286 Takaoakihiro                                     | 14 ottobre 1996        |                        |
| (43996) 1997 QH                                        | 22 agosto 1997         |                        |
| 48778 Shokoyukako                                      | 1º settembre 1997      |                        |
| 48779 Mariko                                           | 1º settembre 1997      |                        |
| 49699 Hidetakasato                                     | 3 novembre 1999        |                        |
| 58622 Setoguchi                                        | 2 novembre 1997        | [1]                    |
| (65783) 1995 UK                                        | 17 ottobre 1995        |                        |
| (90925) 1997 RK5                                       | 8 settembre 1997       |                        |
| 120735 Ogawakiyoshi                                    | 7 ottobre 1997         |                        |
| 134402 Ieshimatoshiaki                                 | 1º settembre 1997      |                        |
| 136824 Nonamikeiko                                     | 8 settembre 1997       |                        |
| - [1] con Seidai Miyasaka - [2] con Robert H. McNaught |                        |                        |

Hiroshi Abe (安部裕史 Abe Hiroshi; 1958) è un astronomo giapponese.
Abe è un prolifico scopritore di asteroidi, ne ha scoperti 28. Gli è stato dedicato l'asteroide 5379 Abehiroshi .